# Pornoficering
Pornoficering vil sige, at noget er fremstillet i en form, der har til formål at ophidse seksuelt. Ordet "pornoficering" kendes på tryk fra 1966.
Omkring år 2000 blev "pornoficering" et modeord i Danmark, resulterende i en sædelighedsfejde. I perioden begyndte især en ung generation af kvinder med rod i feministisk ideologi at kritisere den såkaldte "pornoficering af det offentlige rum", f.eks. seksuelle motiver i reklamer. Disse ting skulle være resultatet af en patriarkalsk, kapitalistisk, grisk og kynisk kommercialisering af seksualiteten, opstået i kølvandet på pornografiens frigivelse, hævdede man. 
Fra anden side blev det hævdet, at kritikken faldt sammen med en generel dæmonisering i medierne af sekualiteten, at de fleste af de udskældte fænomener har eksisteret i årtier eller ligefrem århundreder, og at seksuelle motiver i det offentlige rum var udbredt helt tilbage i oldtiden, og således næppe skyldes påvirkning fra pornografi, men hører naturligt ind i menneskets kultur.
I starten af 2000 dannedes foreningen Pornofrit Miljø, hvis kamp mod pornoficeringen af det offentlige rum især har fokuseret på Kanal København, hvor man siden midten af 1990'erne har kunnet se hardcore pornofilm på ukodet lokal-tv. Men er et tv-apparat i et privat hjem en del af det offentlige rum? Hvad så med bøger? Dette er blot et af mange spørgsmål i den heftige debat på området.
De første danske bevægelser mod pornoficering af det offentlige rum opstod i slutningen af 1800-tallet, som led i en religiøst motiveret sædelighedsfejde, hvor man bl.a. gik i krig mod tobaksbutikkernes erotisk udformede reklamer for præservativer. 